# Атенвил
Атенвил (фр. Attainville) је насељено место у Француској у региону Париски регион, у департману Долина Оазе.
По подацима из 2011. године у општини је живело 1825 становника, а густина насељености је износила 254,89 становника/km².

## Демографија
| 1962. | 1968. | 1975. | 1982. | 1990. | 2011. |
| ----- | ----- | ----- | ----- | ----- | ----- |
| 455   | 503   | 504   | 589   | 1.375 | 1.825 |